# Stadtmuseum Weimar

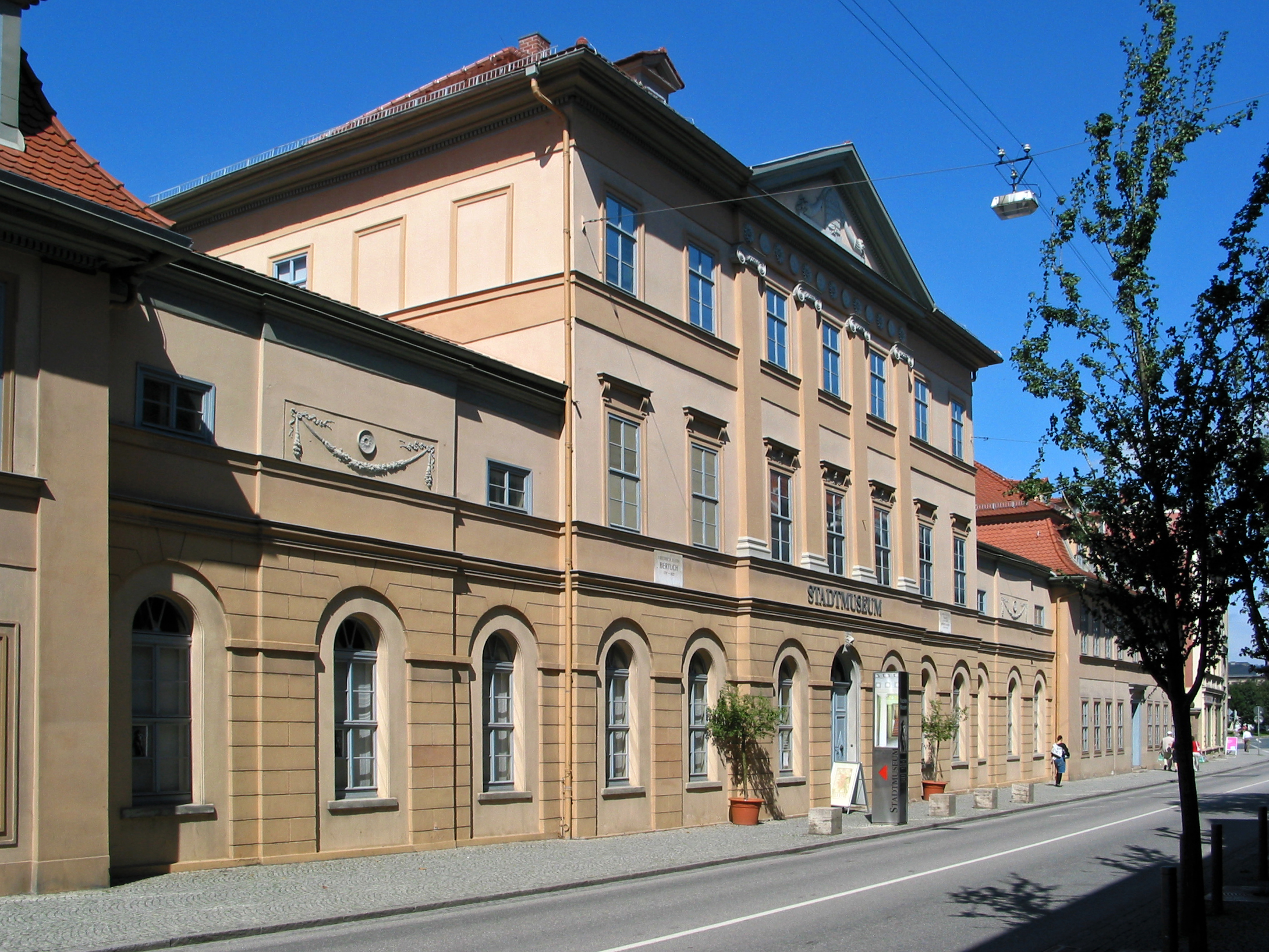
Stadtmuseum Weimar im Bertuchhaus

Das Stadtmuseum Weimar ist das erste Stadtmuseum Thüringens. Es befindet sich in der Karl-Liebknecht-Straße 5 in Weimar.

## Beschreibung
Das zwischen 1780 und 1803 in zwei Bauabschnitten errichtete klassizistische Wohn- und Geschäftshaus wurde nach seinem Bauherrn, dem Schriftsteller, Verleger und bedeutendstem Unternehmer im Weimar der Goethezeit, Friedrich Justin Bertuch (1747–1822), benannt. Zwischen 1780 und 1782 errichtete Johann Friedrich Rudolph Steiner ein Wohn- und Geschäftshaus für Bertuch, den Nordflügel. Entworfen und errichtet wurde 1799–1803 der Mittelteil von dem Weimarer Architekten Johann Christian Heinrich Schlüter. Hier befand sich das Landes-Industrie-Comptoir bzw. das Geographische Institut.
Seit 1954 befindet sich im Bertuchhaus das Stadtmuseum Weimar. Es war aus privaten Sammlungen des 19. Jahrhunderts hervorgegangen. Eine davon war die von Bruno Schwabe. Gegründet wurde dieses am 24. Juni 1889 als Naturwissenschaftliches Museum unter der Regie der Naturwissenschaftlichen Gesellschaft. Es befand sich in vier Räumen der Schule, der heutigen Volkshochschule, hinter der Stadtkirche. 1892 erfolgte der Umzug infolge von Raumnot ins Poseck’sche Haus, in dem sich das Museum für Ur- und Frühgeschichte Thüringens befindet. Beide Museen verdanken ihre Entstehung letztlich der Initiative der Naturwissenschaftlichen Gesellschaft. Durch seine Übernahme in städtische Verwaltung 1903 wurde es das erste Stadtmuseum Thüringens. Seit 1955 befindet sich das Stadtmuseum im Bertuchhaus.
Gezeigt werden Objekte, die mit der Stadtgeschichte Weimars zusammenhängen. Dargestellt wird die Stadtgeschichte Weimars im Ganzen. Schwerpunkte sind neben der Ur- und Frühgeschichte, Verleger- und Unternehmergeschichte Bertuchs u. a. auch die Geschichte der Weimarer Republik. Das betrifft weiterhin auch die Weimarer Uhrenproduktion im VEB Uhrenwerk Weimar, für die 2016 eine Sonderausstellung stattfand. Zudem befindet sich der größere Teil des künstlerischen Nachlasses des Malers Alfred Ahner hier. Die hier beherbergte Textilsammlung hat überregionale Bedeutung.
Friedrich Schiller bezeichnete dieses Haus in einem Brief an seinen Freund Christian Gottfried Körner als das schönste in ganz Weimar. In diesem Brief hinterließ Schiller eine sehr detaillierte Einschätzung über dieses Gebäude und den dahinterliegenden Garten und seiner Nutzung.
Hinter dem Gebäude befindet sich der Weimarhallenpark. Die Werkstätten, die auf der Rückseite des Bertuchhauses einen Vierseitenhof bildeten, existieren längst nicht mehr. Eine der bekanntesten Personen, welche einst in ihnen arbeiteten, war Christiane Vulpius. Die Werkstätten, die nach dem Niedergang des Bertuchschen Unternehmens von verschiedenen Institutionen und Handwerksbetrieben genutzt wurden, riss man 1928 für den Bau der Weimarhalle ab. 2000 bis 2005 war das Museum nicht zugänglich.
Seit 2006 wird die Kunsthalle „Harry Graf Kessler“ am Goetheplatz 9b über das Stadtmuseum von der Stadtdirektion betrieben. Außerdem ist das Bienenmuseum dem Stadtmuseum angeschlossen.
Dieses Museum hat auch einen Förderverein.
siehe: Fotoarchiv Weimar

## Direktoren
- 1953–1983: Paul Kaiser
- 1983–1990: Rainer Wagner
- 1991–2000: Walter Steiner
- Seit 2006: Alf Rößner